# Santa Ana (Francisco Morazán)
Santa Ana es un municipio del departamento de Francisco Morazán en la República de Honduras.

## Toponimia
Santa Ana de Hula significa “Abundancia de Hule”. Su nombre actual proviene de Ana (madre de María), santa de la Iglesia católica.

## Límites
Está situado al oeste del Cerro de Hula, a 24 km de la capital. Y cuenta con el proyecto del parque eólico Cerro de Hula.
| Orientación | Límite                                           |
| ----------- | ------------------------------------------------ |
| Norte       | Municipio de Distrito Central, Francisco Morazán |
| Sur         | Municipio de Sabanagrande, Francisco Morazán     |
| Este        | Municipio de San Buenaventura, Francisco Morazán |
| Oeste       | Municipio de Ojojona, Francisco Morazán          |

## Historia
En el recuento de la población de 1791 era un pueblo del Curato de Ojojona.
En la División Política Territorial de 1889 era uno de los municipios del Distrito de Sabanagrande.
El lugar del accidente del Vuelo 731 de Central American Airways es El Espino, Jurisdicción de Santa Ana.
El lugar del accidente del vuelo 414 de TAN-SAHSA

## Población
De acuerdo a las proyecciones del último censo de población del Instituto Nacional de Estadísticas de Honduras (INE), se estima que para 2023 hay 18,324 personas; 49,97 % son mujeres y 50,03 % hombres, en este municipio de Honduras.

## Turismo

### Parque Eólico
Ubicado en el cerro de Hula.

### Cuevas de Ayasta
Sitio arqueológico con símbolos y figuras prehispánicas en las paredes de las cuevas.

### Cueva de la Peña
Situada en el centro del pueblo, se dice que servía de altar al pueblo indígena.

### "Cueva Ventana del Diablo"
Con leyendas acerca de la presencia del diablo en ella.

## División Política
Aldeas: 6 (2013)
Caseríos: 60 (2013)
| Código | Aldea                              |
| ------ | ---------------------------------- |
| 082201 | Santa Ana (cabecera del municipio) |
| 082202 | Sicatacare                         |
| 082203 | El Limón                           |
| 082204 | La Bodega                          |
| 082205 | Nueva Arcadia                      |
| 082206 | San Isidro de Hisopo               |